# Stara Juńcza
Stara Juńcza [pronunciación en polaco: /ˈstara ˈjuɲt͡ʂa/] (en alemán: Alt Juncza) es un pueblo ubicado en el distrito administrativo de Gmina Czersk, dentro del condado de Chojnice, Voivodato de Pomerania, en el norte de Polonia. Se encuentra a unos 7 kilómetros al norte de Czersk, a 34 kilómetros al noreste de Chojnice, y a 72 kilómetros al suroeste de la capital regional Gdańsk.
El pueblo tiene una población de 72 habitantes.